# Aynur Aydın

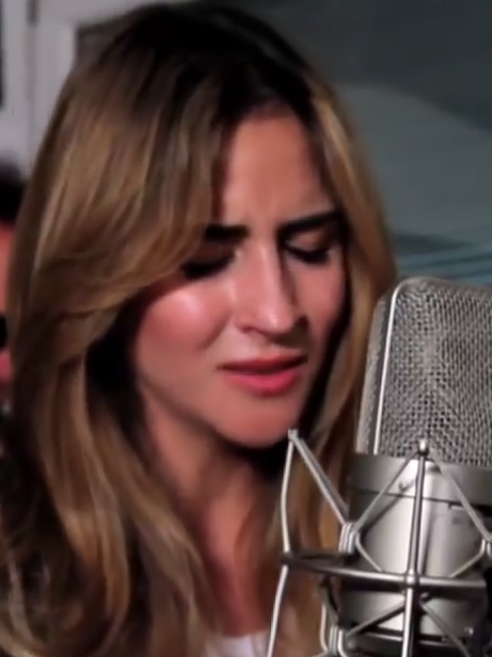
Aynur Aydın (2011)

Aynur Aydın (* 15. Dezember 1985 in München) ist eine türkische Sängerin im Bereich der Pop- und Dance-Musik.

## Frühe Jahre
Aydın wurde 1985 in einem Vorort von München als Kind türkischer Einwanderer geboren und wuchs dort auf. Bereits im Alter von zehn Jahren nahm sie Gesangsunterricht und sammelte schauspielerische Erfahrungen an verschiedenen Theatern in München. Ab ihrem achtzehnten Lebensjahr trat Aydın auch als Sängerin auf diversen Bühnenshows in Erscheinung.

## Musikalische Karriere

### 2000 bis 2011: Sürpriz und ESC 2003
Im Alter von 15 Jahren trat Aydın der türkischen Band Sürpriz bei. Die Gruppe produzierte 2000 in Istanbul ihr erstes und zugleich einziges Studioalbum. Aufgrund des geringen Erfolgs nach der Veröffentlichung lösten die Mitglieder die Band 2002 wieder auf und Aydın kehrte im selben Jahr nach Deutschland zurück. Mit der Auflösung von Sürpriz trennte sie sich auch von ihrem damaligen Freund Cihan Özden. Nach ihrer Rückkehr wurde Aydın Mitglied der deutschen Musikband Tagtraeumer. Die Gruppe beschloss, sich mit ihrem Lied Mükemmel Dünya İçin, welches in Istanbul produziert wurde, für den Eurovision Song Contest 2003 in Lettland zu qualifizieren; die Band schied jedoch schon vor dem Entscheid aus, da bereits die Sängerin Lou mit ihrem Lied Let’s Get Happy für den Vorentscheid ausgewählt worden war. Aydın verließ zum Ende des Jahres 2003 die Band wieder, um sich auf eine Karriere als Solointerpretin zu konzentrieren.

### 2011:12 Çeşit La La – 12 Ways to La La
Zu Beginn des Jahres 2011 begann sie die Arbeiten an ihrem ersten eigenen Studioalbum 12 Çeşit La La – 12 Ways to La La. Dabei arbeitete sie mit einer Vielzahl von türkischen Produzenten und Songschreibern zusammen, darunter Aşkın Tuna, Fettah Can, Günah Çoban, Süleyman Yüksel und Nihan Özen. Für das Album entstanden insgesamt sechsundzwanzig Lieder; dreizehn Songs erschienen in türkischer Sprache. Für jedes dieser Lieder sang Aydın zusätzlich eine englischsprachige Version ein. Am 24. November 2011 wurde das Album vom Label Seyhan Müzik veröffentlicht.
2012 und 2013 erhielt die Sängerin fünf verschiedene Auszeichnungen, darunter zweimal einen Magazin Journalist Association Award in der Kategorie „Bester weiblicher Künstler“ sowie vier weitere Preise, ebenfalls in der Kategorie „Bester weiblicher Künstler“. Im Jahr 2013 gewann sie zudem einen Altın Kelebek Award in der Kategorie "Bester Newcomer".
Im März 2012 veröffentlichte Aydın gemeinsam mit Erdem Kınay den Titel İşporta. Das Lied erschien nur als Albumtrack auf dem Studioalbum Proje von Kınay. Anfang Juni folgte das Musikvideo des Liedes. Das Video wurde in Belgien unter der Regie von Şenol Korkmaz gedreht. Ende des Monats wählten einige türkische und europäische Radiosender İşporta zu den „Meistgehörten Songs des Jahres 2012“.
Ein Jahr später präsentierte Aydın ihre erste englischsprachige Single Life Goes On. Im Juni 2013 veröffentlichte sie mit Erdem Kınay den Titel Sınır. Dieses Lied erschien erneut nur auf Kınays zweitem Studioalbum Proje 2.

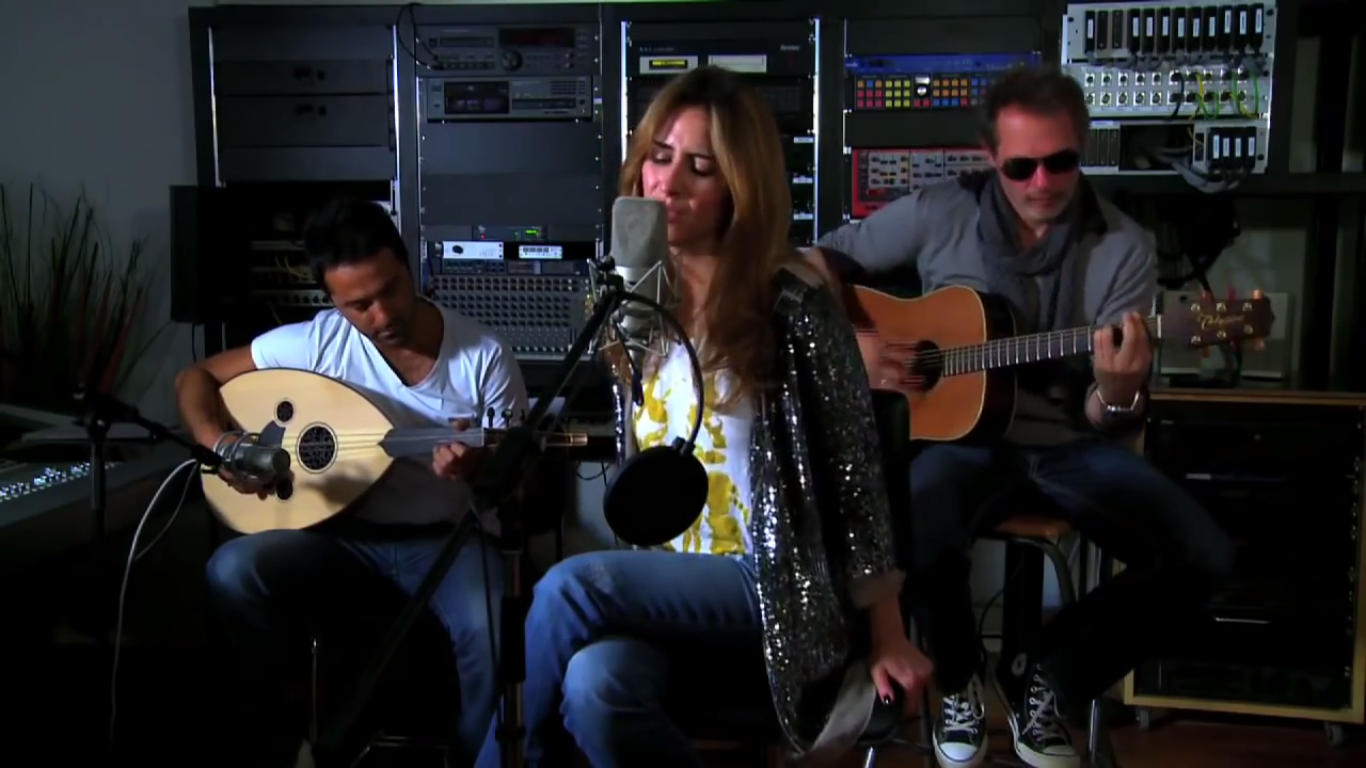
Aynur Aydın im Studio (2011)

### 2016:Emanet Beden
Für ihr zweites Studioalbum Emanet Beden arbeitete Aydın erneut mit zahlreichen anderen Produzenten und Songwritern zusammen, unter anderem mit Murat Güneş, Habil Ceyhan, Mohammed Denebi und Günah Çoban. Letzterer war bereits bei der Produktion des ersten Studioalbums 12 Çeşit La La – 12 Ways to La La beteiligt. Aydın teilte später in einem Interview mit, das neue Album werde insgesamt „ruhiger und emotionaler“.
Am 29. Februar 2016 stellte sie das Lied Bi Dakika als erste Single ihres neuen Albums Emanet Beden vor. Das Musikvideo der Singleauskopplung Bi Dakika wurde nach der Veröffentlichung von etwa einer Million Menschen auf der Videoplattform YouTube aufgerufen. Für den Titel Günah Sevap erhielt sie 2015 und 2016 eine „1st Gossip Time End of the Year“ sowie einen „29th International Consumer Safety Summit Award“ in den Kategorien „Bestes Musikvideo“ und „Bester Song“.
Im Dezember 2017 erschien der Song Bana Aşk Ver in Zusammenarbeit mit dem Sänger Turaç Berkay. Am 30. Oktober 2018 veröffentlichte Aydın die Single Salla.

## Diskografie
Alben
- 2011: 12 Çeşit La La / 12 Ways to La La
- 2016: Emanet Beden

EPs
- 2021: Acoustics

Singles
| - 2011: Yenildim Daima / DNA - 2012: Yanı Başıma / Measure Up - 2012: Ayrılıklar Mevsimi / Better - 2012: İşporta (mit Erdem Kınay) - 2013: Sınır (mit Erdem Kınay) - 2013: N'olur Gitme - 2013: Life Goes On - 2015: Günah Sevap - 2016: Sürgün - 2016: Bi Dakika - 2016: Damla Damla (Original: Bertan Asllani – Damla Damla) - 2016: Anlatma Bana - 2016: Yağ Satarım Bal Satarım - 2017: Siz Hepiniz Ben Tek (mit Catwork) | - 2017: Bana Aşk Ver (mit Turaç Berkay) - 2018: Salla - 2019: Düşüne Düşüne - 2019: Gel Güzelim - 2020: Yağdır (mit Damla Yıldız) - 2020: Diğer Yarın - 2020: Sahiden (mit Bünyas Herek) - 2021: Sor Gel - 2022: Bilmece - 2022: Siyah (mit Turaç Berkay) - 2023: Öldürdüm Bizi - 2023: Herşeyimsin Beşiktaş - 2024: Kasırga - 2025: N'olur Anla (mit Yasir Miy) |

Gastauftritte
- 2003: Living In A Perfect World / Mükemel Dünya Icin (mit Tagträumer)
- 2003: U Like The Gruv (mit Southern Deelite)
- 2007: It's So Cool (mit Julian Taylor)
- 2017: Yeter (von Cenk Taşdemir – im Musikvideo)
- 2018: Beşinci Mevsim (von Yonca Lodi & Murat Güneş – im Musikvideo)

## Auszeichnungen
Nominiert
Turkey Music Award
- 2012: In der Kategorie „Bester weiblicher Künstler“
- 2012: In der Kategorie „Bestes Musikvideo des Jahres“ für Yenildim Daima
- 2013: In der Kategorie „Bestes Musikvideo des Jahres“ für Ayrılıklar Mevsimi

Gewonnen
Magazine Journalists Association Award
- 2012: In der Kategorie „Bester weiblicher Künstler“ für das Album 12 Çeşit La La – 12 Ways to La La

Politics Magazine
- 2012: In der Kategorie „Bester weiblicher Künstler“ für das Album 12 Çeşit La La – 12 Ways to La La

ÖMÜ Media Award
- 2013: In der Kategorie „Bester weiblicher Künstler“ für das Album 12 Çeşit La La – 12 Ways to La La

Düzce University 1st Media Award
- 2013: In der Kategorie „Bester weiblicher Künstler“ für das Album 12 Çeşit La La – 12 Ways to La La

Turkey Music Award
- 2013: In der Kategorie „Bestes Musikvideo des Jahres“ für Ayrılıklar Mevsimi

Altın Kelebek
- 2013: In der Kategorie „Bester Newcomer des Jahres“

1st Gossip Time End of the Year Award
- 2015: In der Kategorie „Bester weiblicher Künstler“
- 2015: In der Kategorie „Bester Song“ für Günah Sevap
- 2015: In der Kategorie „Bestes Musikvideo“ für Günah Sevap

29th International Consumer Safety Summit Award
- 2016: In der Kategorie „Bester Song“ für Günah Sevap